# Château Zako à Bajša
Le château Zako à Bajša (en serbe cyrillique : Дворац Зако у Бајши ; en serbe latin : Dvorac Zako u Bajši) est situé à Bajša, dans la province de Voïvodine, dans la municipalité de Bačka Topola et dans le district de Bačka septentrionale, en Serbie. Il est inscrit sur la liste des monuments culturels de grande importance de la république de Serbie (identifiant no SK 1091).

## Présentation
Le château de Bajša, près de Bačka Topola, a été construit par les membres de la famille noble des Zako ; en 1751, Stevan Zako, le fondateur de la famille, « capitaine » de Stara Kanjiža, avait en effet reçu l'autorisation de l'archiduchesse Marie-Thérèse d'ajouter à son nom le prédicat aristocratique de « de Bajša ».
Le château a été rénové en 1818 dans un style néo-classique, en même temps que l'église Saint-Dimitri à laquelle il était relié par les jardins,.
Le bâtiment, de plan rectangulaire, possède une façade principale surmontée d'un fronton triangulaire avec de petits porches ouvrant sur les façades latérales et un grand porche donnant sur le parc.
Le château a été partiellement détruit par un incendie en 2000.